# Mohamed Ould Boilil
Mohamed Ould Boilil né le 31 décembre 1951 à Rosso, est un ancien Ministre de l'Intérieur et de la Décentralisation de Mauritanie. 
Mohamed Ould Boilil est marié et est père de plusieurs enfants. Il est diplômé de l'Ecole Normale d'Administration promotion de 1976.

## Parcours
Avant sa nomination comme Ministre de l'Intérieur et de la Décentralisation, Mohamed Ould Boilil a occupé les postes suivants :
- De 1976 à 1979, Chef de Division et Chef de Service au Ministère de l'Intérieur puis Préfet de Tidjikdja, Nouadhibou, Toujounine, Guerou, Kiffa, Sélibabi, Tintane et de Boghé.
- De 1986 à 2005, Wali Mouçaid (Gouverneur-Adjoint) de Dakhlet Nouadhibou, Wali du Brakna, Wali de l'Assaba, et Wali de l'Adrar.
- Depuis 2006, Député de la moughataa de Keur Macène.
- Il est Ministre de l'Intérieur et de la Décentralisation de 2011 à 2014[2].

## Études
Mohamed Ould Boilil effectue toutes ses études primaires à l'école libération et Pape Gueye Fall à Dakar.
À la fin de ses études primaires, il entame ses études secondaires au Lycée Blaise Diagne de Dakar.
Il devient en 1974 attaché d'administration générale de l'École Nationale d'Administration de Nouakchott (ENA).